# Histoire de détective
Pour les articles homonymes, voir Detective Story (film).
Pour plus de détails, voir Fiche technique et Distribution.
Histoire de détective (anglais : Detective Story) est un film américain réalisé par William Wyler, sorti en 1951.
Le film suit l'inspecteur James "Jim" McLeod qui s'acharne contre un médecin avorteur, Karl Schneider, ce qui surprend son supérieur. Ce dernier découvre que la femme de McLeod a avorté chez le docteur en question.

## Synopsis
Le détective Jim McLeod, dont le père est un criminel violent qui a rendu sa mère folle, nourrit depuis toujours une haine envers les contrevenants à la loi et estime qu'ils sont laissés trop facilement en liberté. Il éprouve un mépris particulier pour le Dr Karl Schneider, recherché pour meurtre dans le cadre de son activité d'avorteur illégal. Il obtient de l'assistante de Schneider de le désigner lors d'une séance d'identification de la police mais Schneider l'avait soudoyée pour qu'elle mente, à la grande colère de McLeod. Ce dernier trouve alors une autre occasion d'établir la culpabilité du docteur mais la victime meurt à l'hôpital avant que McLeod ne puisse la faire identifier. Plus tard, Schneider se vante ouvertement de détenir des informations sensibles sur McLeod, qui finit par exploser de colère et l'attaque brutalement, obligeant Monaghan, le collègue de McLeod, à l'escorter en ambulance jusqu'à l'hôpital. Schneider, à moitié conscient, mentionne le nom de Giacoppetti qui serait en rapport avec une femme supposément liée à McLeod.
Lorsque Sims, l'avocat de Schneider, arrive pour protester officiellement contre l'incident qu'a subit son client, il laisse échapper par inadvertance que la femme en question est Mary, l'épouse de McLeod. Monaghan l'interroge ensuite en privé afin d'enquêter sur ce lien, ce qu'elle nie avec vigueur, jusqu'à ce que Giacoppetti entre et la salue par son nom. Mary en est réduite à avouer à son mari qu'elle est tombée enceinte de Giacoppetti. McLeod s'était inquiété de son apparente infertilité et ne peut maintenant supporter l'idée qu'elle ait été causée par son avortement par Schneider, surtout lorsque Sims laisse entendre qu'il y a peut-être eu d'autres amants. Mais à ce moment-là, McLeod est mortellement touché par un récidiviste qui a profité d'une distraction pour s'emparer du revolver d'un autre policier. Dans ses derniers mots, McLeod demande le pardon de sa femme.
Le journal local fait l'éloge de McLeod pour être mort dans l'exercice de ses fonctions.

## Fiche technique
- Titre : Histoire de détective
- Titre original : Detective Story
- Réalisation : William Wyler
- Assistant réalisateur : Charles C. Coleman (non crédité)
- Scénario : Robert Wyler et Philip Yordan basé sur la pièce de Sidney Kingsley
- Production : William Wyler, Lester Koenig et Robert Wyler
- Photographie : Lee Garmes et John F. Seitz (non crédité)
- Direction artistique : Hal Pereira et A. Earl Hedrick
- Effets spéciaux : Farciot Edouart et Loyal Griggs (non crédité)
- Montage : Robert Swink
- Décors : Emile Kuri
- Costumes : Edith Head
- Maquillage : Wally Westmore
- Musiques d'accompagnement : Miklós Rózsa et Victor Young (non crédités)
- Société de production : Paramount Pictures
- Société de distribution : Paramount Pictures
- Pays de production : États-Unis
- Langue : anglais
- Format : Noir et blanc - Mono (Western Electric Recording) - 35 mm - 1.37 : 1
- Genre : Policier
- Durée : 103 minutes
- Dates de sortie : 
  - États-Unis : 24 octobre 1951
  - Canada : 9 novembre 1951
  - France : 28 novembre 1952
- Affiche : Macario Gómez Quibus (Espagne)

## Distribution
- Kirk Douglas  (V.F : Roger Rudel) : l'inspecteur James 'Jim' McLeod
- Eleanor Parker  (V.F : Éléonore Hirt) : Mary McLeod
- Horace McMahon (V.F : Richard Francoeur) : le lieutenant Monaghan
- William Bendix  (V.F : Camille Guerini) : l'inspecteur Lou Brody
- Bert Freed (V.F : Émile Duard) : l'inspecteur Dakis
- Luis van Rooten (V.F : Pierre Leproux) : Joe Feinson
- Cathy O'Donnell (V.F : Gilberte Aubry) : Susan Carmichael
- Craig Hill (V.F : Michel André) : Arthur Kindred (André Kinler en VF)
- George Macready : Karl Schneider
- Warner Anderson  (V.F : Jean Martinelli)  : Endicott (Henri en VF) Sims, l'avocat de Schneider
- Joseph Wiseman (V.F : Georges Hubert) : Charley Gennini
- Michael Strong : Lewis Abbott
- Lee Grant  (V.F : Lita Recio) : la voleuse à l'étalage
- Gladys George (V.F : Mona Dol) : Miss Hatch
- Gerald Mohr (V.F : Ulric Guttinger) : Tami Giacoppetti
- William 'Bill' Phillips (V.F : Maurice Dorléac)  : l'inspecteur Pat Callahan
- Frank Faylen  (V.F : Claude Péran) : l'inspecteur Gallagher
- Grandon Rhodes (V.F : Christian Argentin) : l'inspecteur O'Brien
- Russell Evans (V.F : René Fleur) : l'agent Barnes

Acteurs non crédités :
- Edmund Cobb : Ed
- Ann Codee (V.F : Cécile Didier) : la femme française
- Catherine Doucet  (V.F : Marie Francey) : Mme Farragut
- Pat Flaherty : le sergent à l'accueil
- Harper Goff : Dave Gallantz
- George Magrill : un agent de police
- James Maloney (V.F : Jacques Berlioz) : Albert R. Pritchett

## Distinctions
- Prix d'interprétation féminine au Festival de Cannes 1952 pour Lee Grant[1]
- Prix Edgar-Allan-Poe du meilleur scénario en 1952 pour Philip Yordan